# Акико Јосано
Акико Јосано (与 謝 野 晶 子, Yosano Akiko;7. децембар 1878 – 29. мај 1942) је псеудоним јапанске ауторке, песникиње, феминисткиње и социјалне реформаторке у касном Међи периоду, Таишо и Шова периоду. Њено име при рођењу било је Шо Хо (鳳 志 や う, Ho Sho). Она је једна од најконтроверзнијих песникиња пост-касичног Јапана.

## Детињство и младост
Јосано је рођена у успешној трговачкој породици у Сакају, близу Осаке. Од 11. године, она је била најодговорнија за вођење породичног посла, које је производило и продавало јукан, врсту слаткиша. Од раног детињства обожавала је да чита књижевна дела у опсежној библиотеци свога оца. Као средњошколка претплатила се на песнички часопис „Мјођо“ (Сјајна звезда), чији је постала истакнути сарадник. Уредник часописа, Текан Јосано, учио ју је да пише танка поезију када ју је сретао на пословним путовањима у Осаку и Сакај.
Текан и Акико су започели заједнички живот у предграђу Токија, а венчали су се 1901. Пар је имао два сина, Хикару и Шигеру.

## Мидарегами
Године 1901. Јосано је објавила своју прву збирку танка поезије, „Мидарегами“ (Умршена коса), која се садржала од 400 песама. Књижевни критичари су збирци углавном давали лоше оцене. Упркос овој критичкој реакцији, збирка је читана и постаје својеврсни водич за слободне мислиоце тог времена. Ова збирка је унела страствени индивидуализам у традиционалну танка поезију, што ју је разликовало од било ког другог дела касног Међи периода. Већина чине љубавне песме. Управо кроз ове песме Акико је представила слику о себи. Песме су изражавале женственост на начин који није био уобичајен за њено време, нарочито од женског писца.
У традиционалним јапанским вредностима, жене се сматрају нежне и скромне. Улоге јапанских жена биле су усмерене на рађање и подизање деце, посебно дечака. „Мидарегами“ не само да изражава појмове и питања која се односе на жене и којима се јавно не говори, већ је створила и нову, револуционарну слику женскости, као живахних, слободних, сексуалних и поузданих људи, потпуно супротно од Јапанске конвенционалне слике скромне младе даме. Жене у овој збирци нису биле пасивне већ активне особе у њиховом љубавном животу. Мидарегами је представљао изазов патријархалним вредностима јапанског друштва, као и прихваћене књижевне и културне конвенције њеног времена. Иако је дело Акико Јосано демантовано и оштро критиковано, оно је служило као сјајан извор надахнућа женама њеног времена. Америчка научница Хироми Цучија Долас приметила је: "Визуелни прикази коже, усана и груди симболишу женску сексуалност."
Ни један песник раније није писао о грудима у танка поезији, што је довело до тога да песни Нобуцуна Сасаки нападне Јосано у чланку часописа због "корумпирања јавног морала" и "изговарања гадости погодне за курву". По примеру „Мидарегами“, идеја голотиње променила је начин на који Јапанци гледају еротику и женску сексуалност. До овог тренутка груди жена биле су симбол дојења и мајчинства. Од тада су почеле да представљају другачијуслику; природне лепоте, а посебно код младих жена.

## Живот
Јосано је издала још двадесет књига танка поезије, укључујући и „Коигоромо“ (Огртач од љубави) и „Маихиме“ (Плесачица). Њен супруг Текан такође је био песник, али његова каријера била је у сенци његове жене. Наставио је да објављује радове своје жене и да је подржава у књижевној каријери. Јосано Акико је била изузетно продуктиван писац. Могла је да напише чак 50 песама одједном. Сматра се да је током свог живота Јосано Акико написала између 20.000 и 50.000 песама. Написала је и 11 књига прозе.
Иосано је помогла да се оснује Бунка Гакуин (Институт за културу), помогли су јој Нишимура Исаку, Кавасаки Нацу и други. Јосано је постала први декан и главни предавач ове институције. Такође, превеодила је јапанска класична деала на модеран јапански језик, укључујући Причу о Генџију и Причу о сјају(栄花物語).
Песма „Нећеш умрети“, упућена њеном млађем брату, објављена је у часопису „Мјођо” током Руско-јапанског рата и била је изузетно контроверзна. За њу је написана мелодија и коришћена је као благи облик антиратног протеста након што је број јапанских жртава од опсаде Порт Артура постао јаван. Септембра 1904, Јосано је сазнала да се јапански војници у Порт Артуру користе као "људске бомбе". Везивани су експлозивом и упућени су у самоубилачку мисију да разоре руске бодљикаве жице. Млађи брат, који је служио у Царској војсци, био је везан за снаге опкољавања Порт Артхура. У кодексу Бушидо највећа част је била да човек умре за цара, и знајући за импулсивну природу свог брата, Јосано пише песму у коме му говори да мисли на своју мајку удовицу. Јосано је напала главни концепт кодекда Бушидо.Назвавши рат са Русијом бесмисленом и глупим, Јосано је постала најконтроверзнији песник у Јапану, а влада је покушала да забрани ову песму песму. Јосано је постала умешана у бурноу расправу с новинаром Омаћи Кегецу-ом око питања да ли су песници дужни да подржавају рат или не.
Прво издање либералног часописа „Сето“, издато у септембру 1911, садржи песму "Дан када се планине померају" у којој Јосано захтава једнака права за жене и мушкарце. У чланку из 1918. године, Јосано је напала "владајућу и војну класу која намерно спречава усвајање истински моралног система у настојању да заштите богатство и утицај својих породица ... Они се позивајући на моћ и одредбе старих тоталитарних моралних кодекса усмеравају животе јапанских грађана." Јосано је завршила чланак назвавши милитаризам обликом "варварског размишљања које је одговорност нас жена да искоренимо."
Јосано је родила тринаесторо деце, од којих је једанаесторо преживело до пунолетности. Покојни јапански политичар Јосано Каору био је један од њених унука.

## Феминистичке перспективе
Јосано Акико често је писала за женски књижевни часопис „Сето“, као и за друге публикације. Њено мишљење је укориењено у концепту једнаког учествовањародитеља у одгајању дјеце, финансијској независности и друштвеној одрговорноси.

### О финансијској независности
Јосано Акико се није сложила са концептом мајки које траже финансијску независност уз помоћ владе, тврдећи да су зависност о држави и зависност о мушкарцима једно те исто. Ово гледиште било је супротно многих јапанских феминисткиња које су сматрале да би влада требало да финансијски подржи мајке. Раићо Хирацука, једна од оснивача часописа „Сето“ је то критиковала рекавши да већина жена не може реално да живи без финансијске помоћи.

### О мајчинству
Упркос томе што је током свог живота родила тринаесторо деце, Јосано је изјавила да чин порођаја не сматра главним делом свог идентитета. Такође је изразила забринутост око потпуног изједначавања идентитета жене са мајчинством даје предност материнству над осталим аспектима особе. Њена главна тврдња је да жене могу да прихвате улогу мајке, али да су више од те улоге. Оне су пријатељице, супружнице, јапански држављани и као припадници света.                                                               

## Окрет десници
Године 1931. Јосано, најпознатији пацифиста у Јапану, подлегао је "ратној грозници" која је захватила Јапан када је Квантушка армја заузела Манџурију. Подржавала је своју земљу против Кине, мада је и кинеске војнике убијене у бици приказала као жртве, осим Чианг Каи-шек-а кога је оптужила за издају заоставштине Сун Јат-сен-а, који је увек проповедао кинеско-јапанско пријатељство. У њеним песамама Кинези су "глупи" да се одупру Јапану, јер је Јапан "добар комшија" и не могу ни да се надају да ће га победити,а сав њихов отпор ће бити узалудан.
У својој песми „Грађани Јапана, Јутарња песма“ објављена у јуну 1932. године, Јосано је прихватила Бушидо тако што је похвалила јапанског војника зато што је умро за цара у Првој битки за Шангај, док је описивала како војник „расипа“ своје тело док бива коришћен као „људска бомба“. Јосано је назвала "распршено" тело војника „чистије од цвета, који даје живот самурајској части“.  За разлику од „Нећеш умрети“, Јосано позива јапанске жене да се „уједине у оданости“ за царство. Амерички учењак Стивен Робсон приметио је да је за разлику од „Нећеш умрети“, која је као и остатак ране поезије ове песникиње била крајње иновативна, у песми „Грађани Јапана, Јутарња песма“  Јосано користи се познате фразе попут "части самураја" узете директно из националистичке штампе, а да притом нисје развили сопствени песнички вокабулар. Јосано је своју песму завршила хвалећи Бушидо, изјавивши да "најчишћи" чин који јапански човек може да учини је да умре за цара у бици и позвала војску из Квантунга да напредује у освајању Манџурије.
Јосанине песме од 1937. надаље подржавају рат против Кине, а 1941. године подржала је и рат против Сједињених Држава и Велике Британије. Њени коментари из раног Шова-периода склони су хваљењу милитаризма, док су такође промовисали њена феминистичка становишта.
Године 1942. у једној од својих последњих песама Јосано је похвалила свог сина, који је служио као поручник царске морнарице, позивајући га да се "храбро бори" за цара у "овом светом рату".  
Јосано је умрла од можданог удара 1942, у 63. години.  Њена смрт, која се догодила током Рата на Пацифику, прошла је готово незапажено у штампи, а након завршетка рата, њена дела су критичари и јавност у великој мери заборавили.
Педесетих година прошлог века „Нећеш умрети“ је постала обавезна за читање у јапанским средњим школама, а током протеста које су водили идеалистички студенти против владе Нобусуке Киши-ја, „Нећеш умрети“ је постала нешто као химна студентима. Романтични, сензуални стил Јосано Акико вратио се у популарност последњих година, а све више људи чита њена дела. Њен гроб је на гробљу Тама у месту Фучу у Токију.